# Comuna Tuzla, Constanța
Tuzla este o comună în județul Constanța, Dobrogea, România, formată numai din satul de reședință cu același nume. Satul însuși nu este pe țărm ci la câțeva sute de metri în interior, dar din ce în ce mai multe construcții îi întind raza spre mare.

## Demografie
Componența etnică a comunei Tuzla
     Români (81,55%)
     Tătari (3,54%)
     Turci (2,53%)
     Alte etnii (0,38%)
     Necunoscută (12%)
Componența confesională a comunei Tuzla
     Ortodocși (79,43%)
     Musulmani (6,34%)
     Alte religii (1%)
     Necunoscută (13,23%)
Conform recensământului efectuat în 2021, populația comunei Tuzla se ridică la 6.494 de locuitori, în scădere față de recensământul anterior din 2011, când fuseseră înregistrați 6.711 locuitori. Majoritatea locuitorilor sunt români (81,55%), cu minorități de tătari (3,54%) și turci (2,53%), iar pentru 12% nu se cunoaște apartenența etnică. Din punct de vedere confesional, majoritatea locuitorilor sunt ortodocși (79,43%), cu o minoritate de musulmani (6,34%), iar pentru 13,23% nu se cunoaște apartenența confesională.

## Politică și administrație
Comuna Tuzla este administrată de un primar și un consiliu local compus din 15 consilieri. Primarul, Taner Reșit[*], de la Partidul Social Democrat, este în funcție din 2016. Începând cu alegerile locale din 2024, consiliul local are următoarea componență pe partide politice:
|  | Partid                          | Consilieri | Componența Consiliului | Componența Consiliului | Componența Consiliului | Componența Consiliului | Componența Consiliului |
|  | ------------------------------- | ---------- | ---------------------- | ---------------------- | ---------------------- | ---------------------- | ---------------------- |
|  | Partidul Social Democrat        | 5          |                        |                        |                        |                        |                        |
|  | Partidul Național Liberal       | 4          |                        |                        |                        |                        |                        |
|  | Alianța pentru Unirea Românilor | 3          |                        |                        |                        |                        |                        |
|  | Forța Dreptei                   | 2          |                        |                        |                        |                        |                        |
|  | Partidul Mișcarea Populară      | 1          |                        |                        |                        |                        |                        |